# ماذا حدث للاثنين
ماذا حدث للاثنين يُعرف باسم الأخوات السبعة في فرنسا (بالإنجليزية: What Happened to Monday)، فيلم إثارة وخيال علمي، كتابة ماكس بوتكن وكيري ويليامسون، واخراج تومي ويركولا، بطولة نومي رابيس، غلين كلوز، وويليم دافو. اشترت نتفليكس حقوق نشر الفيلم عبر الإنترنت في الولايات المتحدة وأسواق أخرى، متوفر للعرض حسب الطلب على نتفليكس في 18 أغسطس، 2017.

## الممثلين والشخصيات
- نومي رابيس بدور (عدة شخصيات)، الاثنين، الثلاثاء، الأربعاء، الخميس، الجمعة، السبت والأحد / كارين سيتمان
  - كلارا رياد بدور (عدة شخصيات)، الاثنين، الثلاثاء، الأربعاء، الخميس، الجمعة، السبت والأحد / كارين سيتمان الصغيرة
- ويليم دافو بدور تيرانس سيتمان
- غلين كلوز بدور نيكوليت كايمان
- مروان كنزاري بدور أدريان نولز
- بال سفير هاغن بدور جيري
- أديتوميوا إدون بدور إدي
- ستيغ فرود هينريكسن بدور الشرطي #3
- سانتياغو كابريرا بدور الموظف
- روبرت واغنر بدور تشارلز بينينغ

## وصلات خارجية
- الموقع الرسمي
- ماذا حدث للاثنين على موقع IMDb (الإنجليزية)
- ماذا حدث للاثنين على موقع ميتاكريتيك (الإنجليزية)
- ماذا حدث للاثنين على موقع روتن توميتوز (الإنجليزية)
- ماذا حدث للاثنين على موقع نتفليكس (الإنجليزية)
- ماذا حدث للاثنين على موقع قاعدة بيانات الأفلام العربية
- ماذا حدث للاثنين على موقع ألو سيني (الفرنسية)
- ماذا حدث للاثنين على موقع Turner Classic Movies (الإنجليزية)
- ماذا حدث للاثنين على موقع أول موفي (الإنجليزية)
- ماذا حدث للاثنين على موقع فيلمافينيتي (الإسبانية)
- ماذا حدث للاثنين على موقع قاعدة بيانات الأفلام السويدية (السويدية)